# Santiago Pojcol
Santiago Pojcol es una localidad del estado mexicano de Chiapas. Es parte del municipio de Chilón.

## Toponimia
El nombre «Santiago» hace referencia al santo patrono de la localidad: Santiago Apóstol.

## Demografía
| Gráfica de evolución demográfica |
|                                  |

| Censo | Población |
| ----- | --------- |
| 1990  | 645       |
| 2000  | 715       |
| 2010  | 1 001     |
| 2020  | 1 240     |